# Abdumalik-Moschee
Die Abdumalik-Moschee (usbekisch Abdumalik masjidi) ist ein architektonisches Denkmal im Dorf Gova Mahalli Yangikhayat (Bezirk Chust, Viloyat Namangan, Usbekistan). Die Moschee ist im islamischen architektonischen Stil gehalten und hat eine Fläche von 61,1 m².
Sie steht derzeit auf der Liste des materiellen Kulturerbes Usbekistans von republikanischer Bedeutung.

## Geschichte
Die Abdumalik-Moschee wurde im Jahr 1913 im Bezirk Namangan der Viloyat Fargʻona des Generalgouvernements Turkestan erbaut. Während der sowjetischen Zeit wurde sie nicht als Moschee genutzt.
Im Jahr 2014 wurde sie durch einen Beschluss des Kabinetts der Minister Usbekistans in die Liste des materiellen Kulturerbes des Landes von republikanischer Bedeutung aufgenommen. Trotzdem wurde sie im Jahr 2018 durch einen Beschluss des Bezirksleiters Bahodir Okhunov aus dem Bestand der Inspektion für Kulturerbe genommen und dem Bezirksamt übertragen, mit der unbegründeten Behauptung, dass „das Gebäude auf unzulässige Weise errichtet wurde, jetzt verlassen ist und der Eigentümer nicht identifiziert werden kann“. Danach verkaufte die Bezirksverwaltung das Grundstück des Objekts auf einer Auktion für 61 Millionen Soʻm. Am 30. April 2019 erlaubte der Bezirksleiter durch einen Beschluss die Umgestaltung des Kulturerbeobjekts. Schließlich renovierte und veränderte der Käufer des Objekts die Deckenfarbe der Moschee. Laut der Generalstaatsanwaltschaft Usbekistans wurde durch die Renovierungsarbeiten ein Schaden in Höhe von 806,5 Millionen Sum am architektonischen Denkmal verursacht.